# Historia de Gibraltar

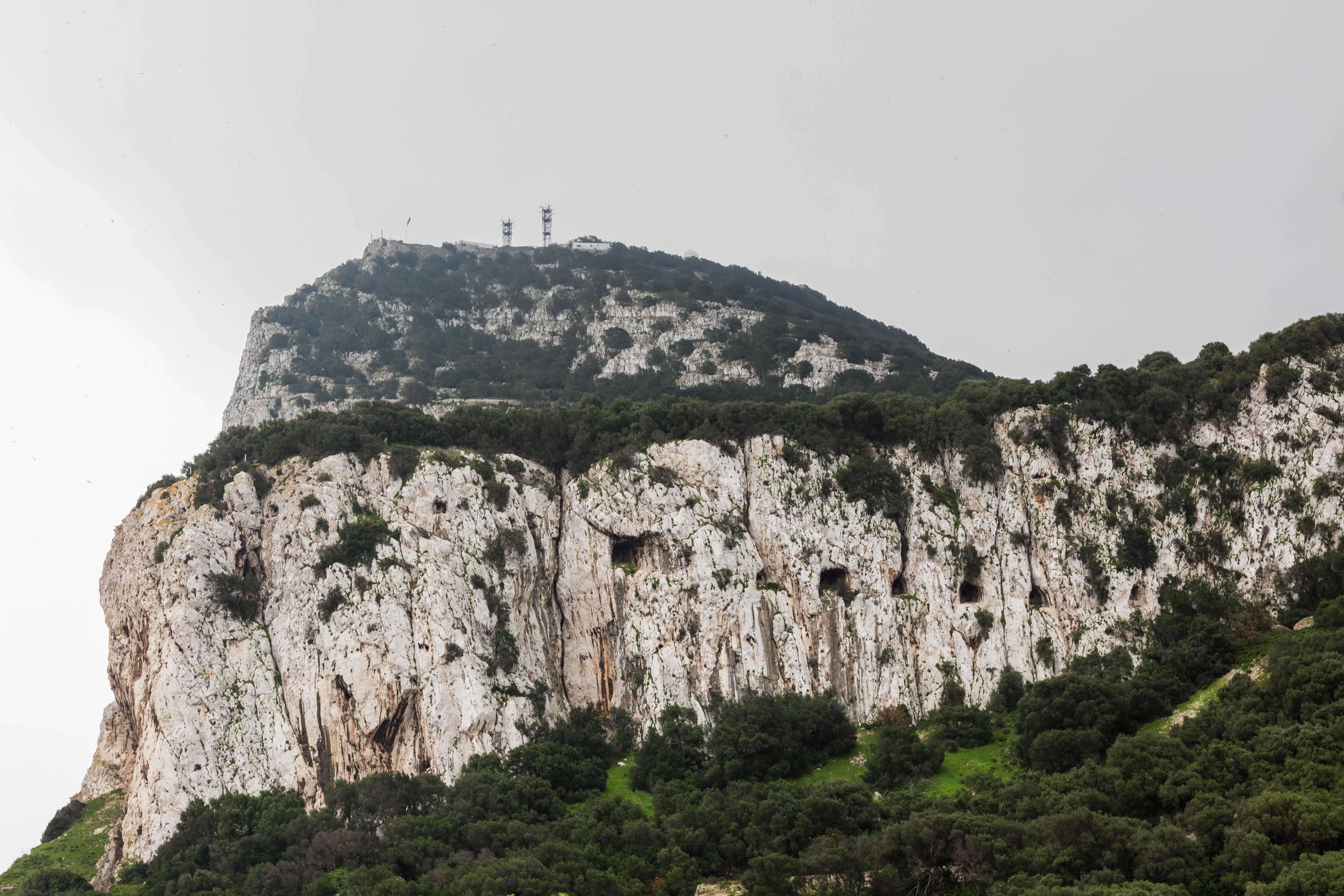
Vista del Peñón desde la base.

Gibraltar fue conocida en la antigüedad como promontorio o monte Calpe (en latín: Mons Calpe), una de las dos míticas columnas de Hércules, y posteriormente renombrada como derivación del árabe Ŷabal Ṭāriq (جبل طارق), o «montaña de Táriq», en recuerdo del general Táriq ibn Ziyad, quien dirigió el desembarco en este lugar de las fuerzas del Califato Omeya de Walid I en 711. 
Integrada en la Corona de Castilla desde la segunda mitad del siglo XV, fue ocupada en 1704 por una escuadra anglo-neerlandesa en apoyo del pretendiente Carlos III de España durante la Guerra de Sucesión Española, al término de la cual, fue cedida a la Corona británica en aplicación del Tratado de Utrecht en 1713. Desde entonces, el devenir político de Gibraltar ha sido objeto de controversia en las relaciones hispano-británicas.

## Prehistoria
Existen evidencias acerca del poblamiento del peñón por el hombre de Neandertal. Se encontró un cráneo perteneciente a dicha especie en la cantera de Forbes en 1848, de hecho antes del descubrimiento "original" en el valle de Neander. En 1926, se encontró el cráneo de un niño neandertal en la Torre del Diablo. En la cueva de Gorham se encuentran diversos grabados y muestras de actividad intelectual de neandertales

## Edad Antigua
Los fenicios visitaron la zona en una época tan temprana como el 950 a. C. Gibraltar y Abila (antigua ciudad y promontorio en la actual Ceuta) formaban las llamadas Columnas de Hércules, que los marineros fenicios marcaron con unas columnas de plata para señalar a los pueblos mediterráneos los límites seguros de navegación.
Aunque es posible que los primeros en navegar por el peñón fueran los fenicios, los antiguos griegos creían que el héroe mítico Hércules abrió el estrecho de un solo golpe para poder unir el mar mediterráneo con el océano Atlántico para así seguir en busca del ganado de Gerion, rey del pueblo indígena Tartessos en Andalucía, que según cuenta la leyendas helénicas, era un gigante deforme.

## Edad Media
Poco se construyó durante los cuatro primeros siglos de control musulmán. No fue hasta 1160 que el califa almohade Abd al-Mumin ordenó la construcción del primer establecimiento permanente, incluyendo una fortificación. La torre principal de este castillo sigue en pie en la actualidad.
Posteriormente pasó al reino de Granada. En 1309 fue conquistada por Alonso de Guzmán al servicio de la Corona de Castilla y con ayuda de Corona de Aragón. Poco después, en 1333 es tomada por los meriníes (conocidos tradicionalmente como benimerines), que habían invadido la España musulmana. En 1374 cae en manos de los nazaríes del Reino de Granada. El 26 de agosto de 1407 una escuadra castellana derrotó a una flota conjunta granadina, tunecina y tremecení. En 1411 los nazaríes tienen que reconquistar la plaza, al rebelarse sus habitantes y pasarse a los benimerines.
Tras un infructuoso intento de conquista en 1436, Gibraltar pasó definitivamente a manos cristianas en 1462, cuando es conquistada por Alonso de Arcos, al servicio del duque de Medina Sidonia, bajo cuyo señorío quedó la plaza, que poco después fue reclamada como dominio realengo por la Corona de Castilla. Aprovechando las turbulencias del reinado de Enrique IV, los Medina Sidonia tomaron Gibraltar a la fuerza en 1467, apoyándose en una donación del pretendiente "Alfonso XII", logrando posteriormente la confirmación de dicho señorío por el propio Enrique IV mediante Privilegio Rodado de mayo de 1470.
A la muerte de Enrique IV, en 1474, su hermana y heredera Isabel recabó apoyos para cimentar su posición en la Guerra de Sucesión que la enfrentaba con Juana la Beltraneja. Los Medina Sidonia fueron así gratificados con el Marquesado de Gibraltar (30 de septiembre de 1478). La ciudad permaneció bajo dominio asidonense hasta que los Reyes Católicos suprimieron el título en 1501 y reincorporaron el territorio a los dominios realengos de la Corona de Castilla. Sin embargo, el duque de Medina Sidonia intentó de nuevo hacer valer sus derechos sitiando la plaza en 1506.
De Gibraltar era Gonzalo Piña Ludueña, quien fundó la ciudad de Gibraltar en Venezuela en 1592, a orillas del Lago de Maracaibo.

## SiglosXVIIIyXIX

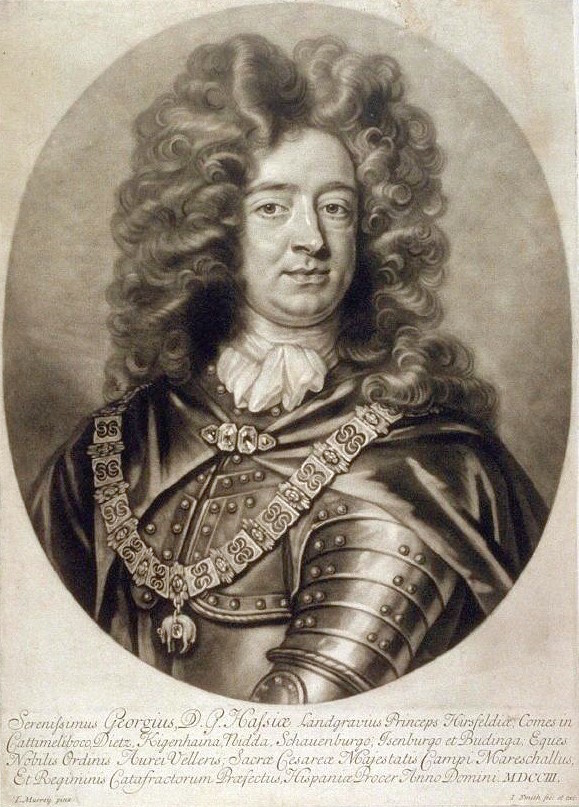
El Príncipe de Darmstadt, primer gobernador austracista de Gibraltar

El 1 de noviembre de 1700 muere Carlos II de España y dando cumplimiento a su testamento le sucede en el trono su sobrino-nieto, Felipe V. Sin embargo Inglaterra, las Provincias Unidas de los Países Bajos y el Sacro Imperio Romano Germánico eran contrarios a la aspiración de un Borbón como Felipe al trono de España, ya que esto proporcionaría al Rey de Francia un poderoso aliado para continuar con su hegemonía europea; en su lugar, eran partidarios de la continuación de la casa de Austria en el trono español, de la mano del Archiduque Carlos (sobrino del difunto rey, aunque no carnal). Así, en 1702 estalla la guerra de sucesión española entre los ya citados detractores de los Borbones y sus partidarios. En julio de ese año una flota anglo-neerlandesa llegó a Cádiz y desembarcó en Rota y El Puerto de Santa María, pero fracasó a la hora de tomar las plazas; a su vuelta a Inglaterra destruyeron la flota de Indias en el puerto de Vigo, aunque el tesoro que esta contenía pudo salvarse. En 1703 Portugal se unió a la alianza antiborbónica, lo que dejaba peligrosamente expuestos los territorios españoles en la península ibérica.
El 1 de agosto de 1704 la escuadra anglo-neerlandesa al mando del Príncipe de Hesse-Darmstadt y del almirante Rooke —con 10 000 hombres, 1500 cañones y apoyada por un batallón de 350 soldados catalanes austracistas— llegó a Gibraltar. Estos exigieron la entrega incondicional de la plaza al rey «Carlos III» y juramento de fidelidad al mismo, pero el gobernador militar de Gibraltar, Diego de Salinas, se mostró fiel a Felipe V rechazando ese mismo día las pretensiones de los austracistas con una misiva. 

Excmo Sr., habiendo recibido esta ciudad la carta de V. Exc. Su fecha de hoy, dice en respuesta: Tiene jurado por Rey y Señor natural al Señor D. Felipe V; y que como sus fieles y leales vasallos sacrificaran sus vidas en su defensa, así esta ciudad como sus habitantes, mediante lo qual no le queda más que decir sobre lo que contiene la inclusa, que es cuanto se ofrece, y deseo que nuestro Sr guarde a V. Exc los muchos años que pueda. Gibraltar y agosto primero de mil setecientos cuatro.

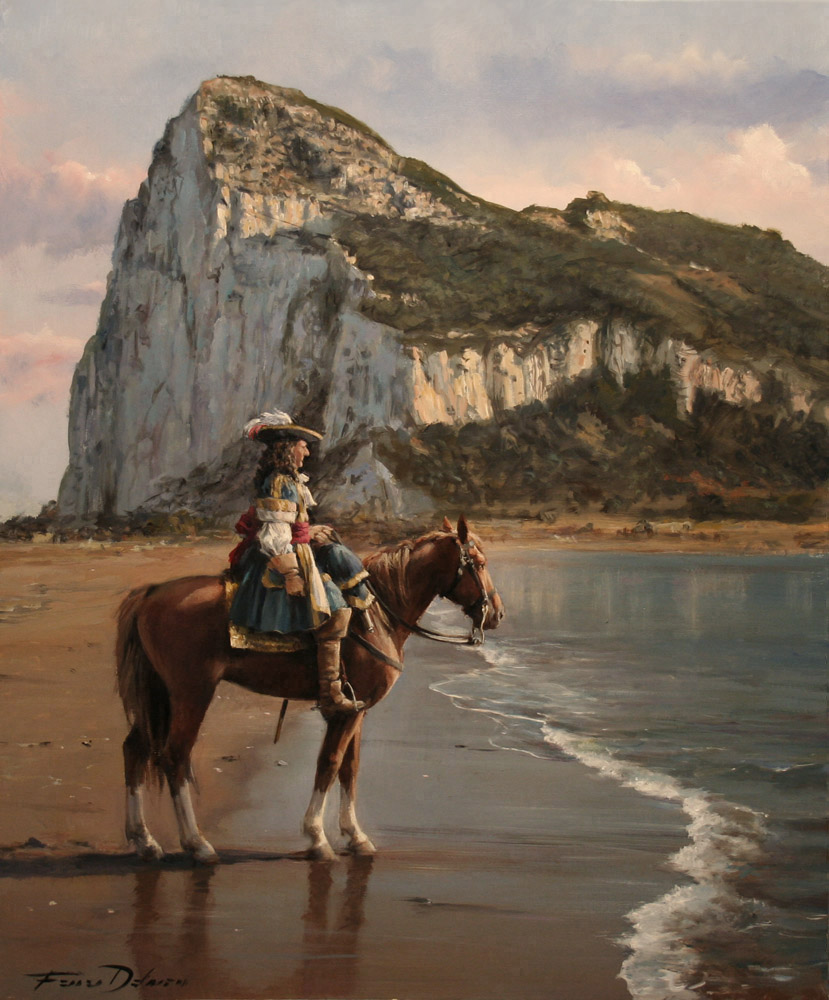
Diego de Salinas justo antes de abandonar Gibraltar.

Al comienzo del día 3, el Príncipe de Darmstadt dio un ultimátum de media hora para la rendición incondicional de la plaza, pero en esta ocasión no fue respondido. El asedio anglo-neerlandés comenzó a las 5:00 de la madrugada del día 4; el castillo y la misma ciudad sufrieron intensos bombardeos, siendo defendidos únicamente por 80 soldados y 300 milicianos con escasa o nula instrucción militar, dotados con 120 cañones de los que un tercio estaban inservibles. Tras cinco horas de sitio, varios marinos ingleses tomaron a mujeres y niños como rehenes, ante lo cual los defensores de la ciudad decidieron capitular; las propias fuentes inglesas admiten que de no ser por ello la plaza podría haber resistido durante largo tiempo. La rendición permitía la evacuación de los militares y civiles españoles que deseasen abandonar la ciudad, respetando los derechos y libertades habituales de aquellos que decidiesen quedarse. Sin embargo, los saqueos y profanaciones por parte de soldados ingleses y neerlandeses hicieron que, para el día 6 de agosto, solo 47 vecinos quedaran en el peñón; de ellos, 12 eran españoles (una mujer y once varones, entre los que se encontraba el párroco Juan Romero de Figueroa) y 35 eran genoveses. El resto, cerca de 4000 personas, huyó a diversos lugares: la mayoría se trasladó a la ermita de San Roque, otros se instalaron en el actual Los Barrios y otros tantos se refugiaron en la despoblada Algeciras (abandonada desde 1379); todos ellos terminarían fundando el 21 de mayo de 1706 la «Muy Noble y Más Leal Ciudad de San Roque, donde reside la de Gibraltar», donde se conservan a día de hoy objetos importantes de la historia de Gibraltar, como una imagen de la Virgen Coronada, el viejo pendón traído en la huida o la cédula real de los Reyes Católicos que en 1502 había concedido el escudo de armas a la ciudad.
Los intentos de reconquista llegaron en octubre de 1704 poniendo sitio a Gibraltar, pero este se levantó en marzo de 1705 sin conseguir recuperar la ciudad. La reina Ana de Inglaterra reaccionó tomando para sí la plaza, arrebatándosela a su abanderado, el Archiduque Carlos, sin su consentimiento: en octubre de 1705 dio orden de expulsar de allí a la poca población civil que quedaba (se respetó la presencia del párroco católico, De Figueroa); en 1706 proclamó a Gibraltar como puerto franco inglés; en 1707 la reina nombraría a su propio gobernador de Gibraltar, el general británico Roger Elliott; y finalmente, en 1711, expulsó a todas las tropas extranjeras, quedando tan sólo los militares británicos a cargo de Gibraltar.
El 13 de julio de 1713 la invasión británica de Gibraltar se formalizó mediante el Tratado de Utrecht entre España y Gran Bretaña, en cuyo artículo X el primero cedía al segundo «la plena y entera propiedad de la ciudad y castillos de Gibraltar, juntamente con su puerto, defensas y fortalezas que le pertenecen, dando la dicha propiedad absolutamente para que la tenga y goce con entero derecho y para siempre, sin excepción ni impedimento alguno». Sin embargo esta cesión no fue total, pues se añadía que «para evitar cualesquiera abusos y fraudes en la introducción de las mercaderías, quiere el rey católico y supone que así se ha de entender, que la dicha propiedad se ceda a la Gran Bretaña sin jurisdicción alguna territorial y sin comunicación alguna abierta con el país circunvecino por parte de tierra», es decir, que la cesión era únicamente en propiedad, conservando España la soberanía sobre el territorio (y consecuentemente el de sus aguas y espacio aéreo); nótese también que la línea divisoria entre el territorio cedido y el resto de España no es una frontera ordinaria entre países, puesto que esta debía estar siempre cerrada salvo casos de excepción. Finalmente, Gibraltar quedó sujeta a su retorno a la Corona española en caso de que la Corona británica decidiese deshacerse de ella: «si en algún tiempo a la Corona de la Gran Bretaña le pareciere conveniente dar, vender, enajenar de cualquier modo la propiedad de la dicha Ciudad de Gibraltar, se ha convenido y concordado por este Tratado que se dará a la Corona de España la primera acción antes que a otros para redimirla». Desde entonces y acorde con el tratado, los británicos conocerían oficialmente a Gibraltar como Town and Garrison of Gibraltar in the Kingdom of Spain (Ciudad y Guarnición de Gibraltar en el Reino de España).
Las condiciones del tratado no fueron respetadas en su totalidad por los británicos, quienes obviaron la legalidad española, traficaron con diversos tipos de mercancías y terminaron ocupando en 1724 el Molino y la Torre del diablo, situados en la costa occidental y oriental respectivamente del istmo que une el peñón con el resto de la península ibérica. A esto hay que sumarle la expulsión en 1726 de José López de la Peña, sucesor de De Figueroa al frente de la parroquia católica y último español que quedaba en la ciudad. Todo ello motivó que en la Guerra anglo-española de 1727 se efectuase un segundo sitio a Gibraltar, también sin éxito; la guerra terminó con el Tratado de Sevilla (1729) que, entre otras cosas, confirmaba la posesión británica de la ciudad. España y Gran Bretaña acordaron entonces que el istmo se constituyese como zona neutral donde no hubiese presencia de ninguno de los dos países; a dicha zona los británicos deberían aportar los territorios que habían ocupado, cosa que nunca hicieron. Ante esta actitud, en 1730 el Rey de España mandó construir una línea de fortificaciones tras su parte de zona neutral.

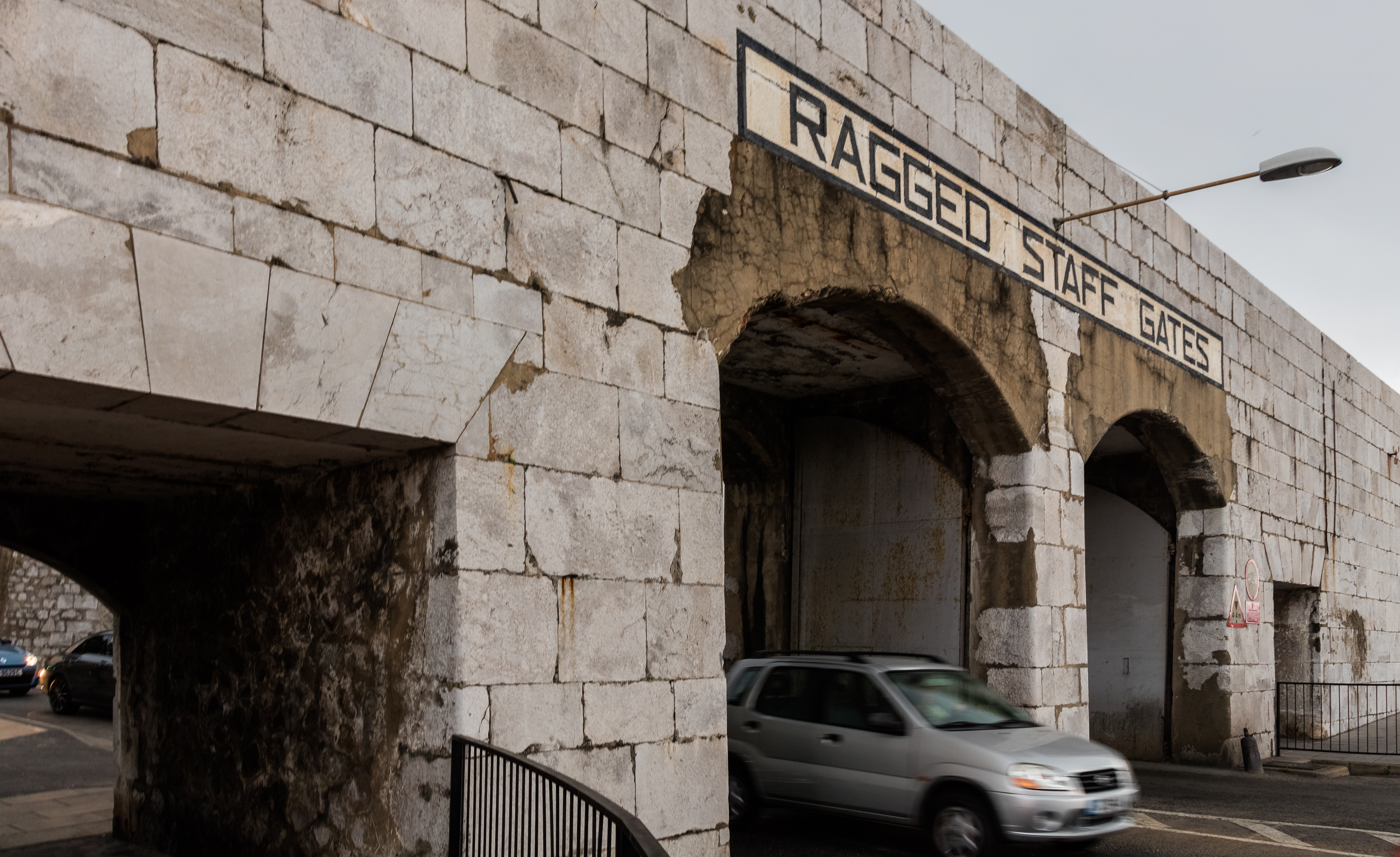
Murallas dentro de la ciudad.

El tercer y último intento militar de reconquista tuvo lugar durante la Guerra de Independencia de los Estados Unidos de América, en el llamado Gran Asedio, entre 1779 y 1783; el escritor español José Cadalso murió durante este sitio, siendo enterrado en San Roque. La decadencia que sufrió España a partir de su Guerra de Independencia limitó las reclamaciones al plano de la diplomacia, lo que fue aprovechado por Gran Bretaña para la consecución de sus propios intereses: en 1815 una epidemia sirve de excusa para tomar control sobre más parte del istmo, constituido como zona neutral; el 20 de agosto de 1830 los británicos cambiaron su denominación y estatus por el de Crown Colony of Gibraltar (Colonia de Gibraltar), convirtiéndose en colonia británica y robando así su soberanía a España; y en 1854 otra epidemia volvió a servir de pretexto para ocupar más zona neutral. Con la apertura del canal de Suez en 1869, Gibraltar aumentó de importancia estratégica y su valor para la Gran Bretaña; su posición como puerto de aprovisionamiento y escala resultó notablemente fortalecida.
Durante todo el siglo XVIII la población de Gibraltar fue muy limitada: desde el exilio en 1704 de su población originaria, el peñón solo fue poblado por militares británicos y refugiados de distintas partes del Mediterráneo (fundamentalmente genoveses y judíos). Según el censo de 1791, la población era de 2890 habitantes frente a los cerca de 4000 que había antes de la invasión británica. El siglo XIX conllevó un crecimiento demográfico notable pero que fue fuertemente frenado por numerosas epidemias: desde la de 1804 que causó 4864 muertes en un Gibraltar de 6000 habitantes, hasta la de 1865 que redujo la población hasta los 15 782 habitantes. Ello hace que no sea hasta 1886, mediante Order Council del 1 de enero, cuando aparece la definición del concepto «nativo de Gibraltar», es decir, cuando se define por primera vez quién tiene ciudadanía gibraltareña; y no es hasta el 1 de diciembre de 1921 cuando se establece el actual ayuntamiento. La reducida población del Gibraltar británico contrasta con la enorme consolidación de la población al otro lado del istmo: los gibraltareños exiliados habían fundado en 1706 la ciudad de San Roque, de donde tiempo después se segregarían el municipio de Los Barrios y el de Algeciras en 1755; en 1870 se segregaría también La Línea de la Concepción.

## SigloXX
Durante los primeros años del siglo, el peñón fue excavado para construir túneles que uniesen las partes este y oeste; el material extraído fue utilizado para ganar unas 26 hectáreas a la bahía de Algeciras, permitiendo así la expansión de las instalaciones portuarias y del atestado enclave a costa de las aguas españolas. En 1909 los británicos construyeron una cerca de siete pies de altura (la famosa "verja de Gibraltar") consagrando la ocupación de más de 800 metros de istmo situado en el territorio neutral. De esta forma Gibraltar se apropiaba de más de la mitad de un terreno cuya neutralización se había acordado en el siglo XVIII por parte de España y Gran Bretaña.

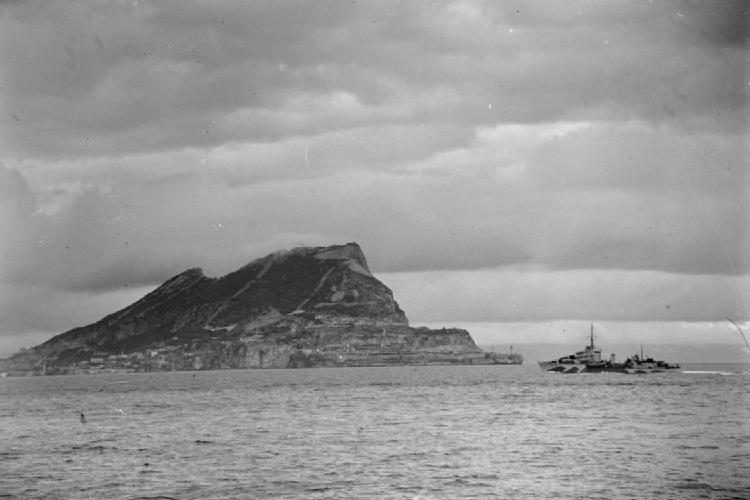
Gibraltar durante la Segunda Guerra Mundial. El HMS Argonaut navegando próximo al Peñón de Gibraltar en noviembre de 1942. La colonia de Gibraltar permitía a los británicos controlar el Mar Mediterráneo y mantener separadas la flota italiana de la flota alemana.

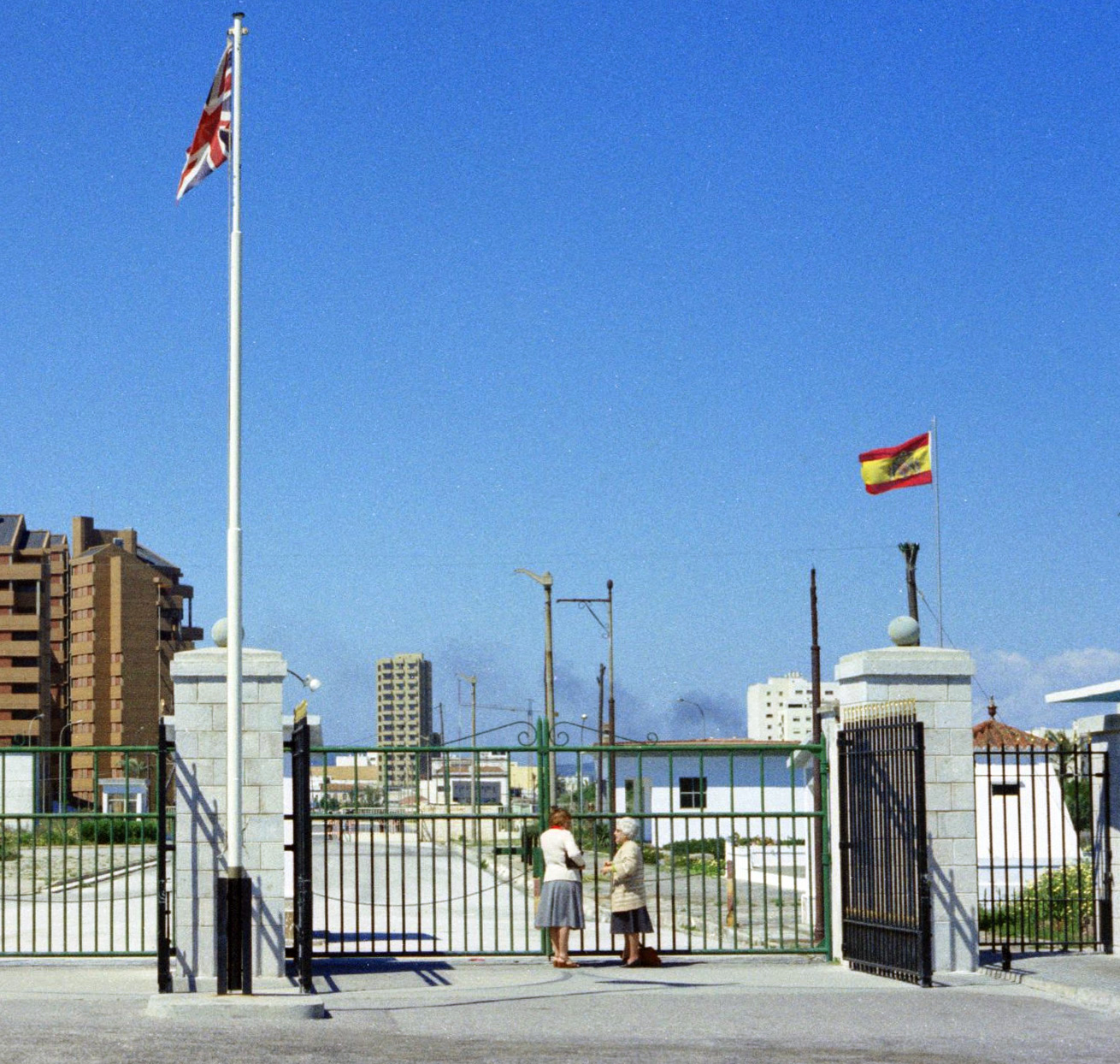
La verja entre España y la colonia de Gibraltar (Reino Unido) cerrada (año 1977).

Se siguió una política similar con respecto a las aguas territoriales, que de acuerdo con los términos del Tratado de Utrecht eran reconocidas como "aquella área circundante a la colonia hasta la cual podían alcanzar los cañones de la fortaleza del Peñón". A lo largo de los años estas aguas territoriales han sido incrementadas unilateralmente de facto por el Reino Unido, basándose en lo establecido por la Convención de las Naciones Unidas sobre el Derecho del mar que permite llegar hasta el límite de 12 millas náuticas. España ha considerado tal incremento como contrario a derecho, por cuanto contravenía los términos del Tratado de Utrecht, y por tanto no reconoce al Reino Unido más aguas que las del puerto de Gibraltar (cedido por el Tratado de Utrecht) ni más espacio aéreo que el situado sobre la vertical del Peñón.
Durante la guerra civil española (1936-39), miles de españoles, de ambos lados, se refugiaron en Gibraltar. En 1938 se aprobó la construcción de un aeropuerto militar en el territorio situado entre la verja y el peñón. En 1941 se dio el visto bueno al trazado del aeropuerto, cuya pista de aterrizaje se introducía más de 800 metros en la bahía de Algeciras, en una interpretación unilateral hecha por Gran Bretaña del alcance de las aguas jurisdiccionales de la colonia, considerada ilegal por España a la luz de los términos del Tratado de Utrecht y de otros convenios internacionales.
En el contexto de la Segunda Guerra Mundial, Gibraltar fue la base de operaciones militares británicas entre el Atlántico y el Mediterráneo, y un punto de escala vital para los convoyes aliados, ya que era uno de los pocos territorios de la Europa continental que se mantuvo libre de ocupación por las fuerzas del Eje o sus aliados.
En 1946 y por el Capítulo XI de la Carta de las Naciones Unidas, el Reino Unido registró a Gibraltar como "territorio no autónomo". Gibraltar fue incluido en la lista de territorios sometidos a descolonización, y por lo tanto dentro del ámbito de actuación del Comité Especial Encargado de examinar la situación con respecto a la aplicación de la Declaración sobre la concesión de la independencia a los países y pueblos coloniales (Comité de los 24). De acuerdo con los gibraltareños, la Carta de la ONU y el apartado 2º de la resolución 1514 (XV) garantizarían el derecho de autodeterminación de los gibraltareños. La postura española y la de Naciones Unidas es diametralmente contraria, y se basa en primer lugar en el propio Tratado de Utrecht, que establece que si en algún tiempo a la Corona de la Gran Bretaña le pareciere conveniente dar, vender o enajenar, de cualquier modo, la propiedad de la dicha Ciudad de Gibraltar, se ha convenido y concordado por este Tratado que se dará a la Corona de España la primera acción antes que a otros para redimirla, por lo que la culminación del proceso de descolonización se traduciría indefectiblemente en la retrocesión de la colonia a España; en segundo, en la misma resolución 1514 (XV) que al mismo tiempo que garantiza en su apartado 2º el derecho de los pueblos a disponer de sí mismos también afirma taxativamente en su apartado 6º que todo intento a quebrantar total o parcialmente la unidad nacional y la integridad territorial de un país es incompatible con los propósitos y principios de la Carta de las Naciones Unidas. Por todo ello, el gobierno español y las autoridades internacionales ha considerado a los gibraltareños como meros colonos en territorio español.
Los gibraltareños argumentan que la cuestión de la integridad territorial no es aplicable, puesto que Gibraltar es territorio británico y no español. Además, invocan el artículo 73 de la Carta de las Naciones Unidas (que establece que Los Miembros de las Naciones Unidas que tengan o asuman la responsabilidad de administrar territorios cuyos pueblos no hayan alcanzado todavía la plenitud del gobierno propio [...] se obligan [...] a desarrollar el gobierno propio, a tener debidamente en cuenta las aspiraciones políticas de los pueblos, y a ayudarlos en el desarrollo progresivo de sus libres instituciones políticas) para justificar el gradual aumento de autogobierno (asunto que siempre ha sido rechazado por España como contrario a lo establecido en el Tratado de Utrecht y que motivó el cierre de la verja en 1969). Finalmente, se acogen al artículo 103 que establece que en caso de conflicto entre las obligaciones contraídas por los Miembros de las Naciones Unidas en virtud de la presente Carta y sus obligaciones contraídas en virtud de cualquier otro convenio internacional, prevalecerán las obligaciones impuestas por la presente Carta. España, por su parte, niega que exista contradicción entre el Tratado de Utrecht y la Carta de las Naciones Unidas, acogiéndose de nuevo a la integridad territorial de España.
En su resolución 2231 (XXI), de 20 de diciembre de 1966 (texto aquí, "Cuestión de Gibraltar"), las Naciones Unidas declararon:
La Asamblea General, habiendo examinado la cuestión de Gibraltar,[...]. 1. Lamenta la demora en el proceso de descolonización y en la aplicación de la resolución 1514 (XV), de la Asamblea General a Gibraltar. 2. Invita a las partes a que continúen sus negociaciones, teniendo en cuenta los intereses de la población del territorio y pide a la Potencia administradora que acelere sin ningún obstáculo, y en consulta con el Gobierno de España, la descolonización de Gibraltar [...]
Un año después, en su resolución 2353 (XXII), de 19 de diciembre de 1967 (texto aquí, "Cuestión de Gibraltar"), las Naciones Unidas declararon:
La Asamblea General, habiendo examinado la cuestión de Gibraltar, [...]. Considerando que toda situación colonial que destruya parcialmente o totalmente la unidad nacional y la integridad territorial de un país es incompatible con los propósitos y principios de la Carta de las Naciones Unidas y específicamente con el párrafo 6º de la resolución 1514 (XV) de la Asamblea General, [...]. 1. Lamenta la interrupción de las negociaciones recomendadas en las resoluciones 2070 (XX) y 2231 (XXI) de la Asamblea General; 2. Declara que la celebración por la Potencia administradora del referendum de 10 de septiembre de 1967 contraviene las disposiciones de la resolución 2231 (XXI) de la Asamblea General y las de la resolución aprobada el 1 de septiembre de 1967 por el Comité Especial [...]. 3. Invita a los Gobiernos de España y del Reino Unido [...] a reanudar sin demora las negociaciones previstas en las resoluciones 2070 (XX) y 2231 (XXI) de la Asamblea General, con miras a poner fin a la situación colonial de Gibraltar y a salvaguardar los intereses de la población al término de esa situación colonial
Ante tales resoluciones, el gobierno de Gibraltar pone el énfasis en la obligación de salvaguardar los "intereses" de la población de la colonia, declarando que aquellos no son salvaguardados si no se respetan sus deseos y derechos democráticos.

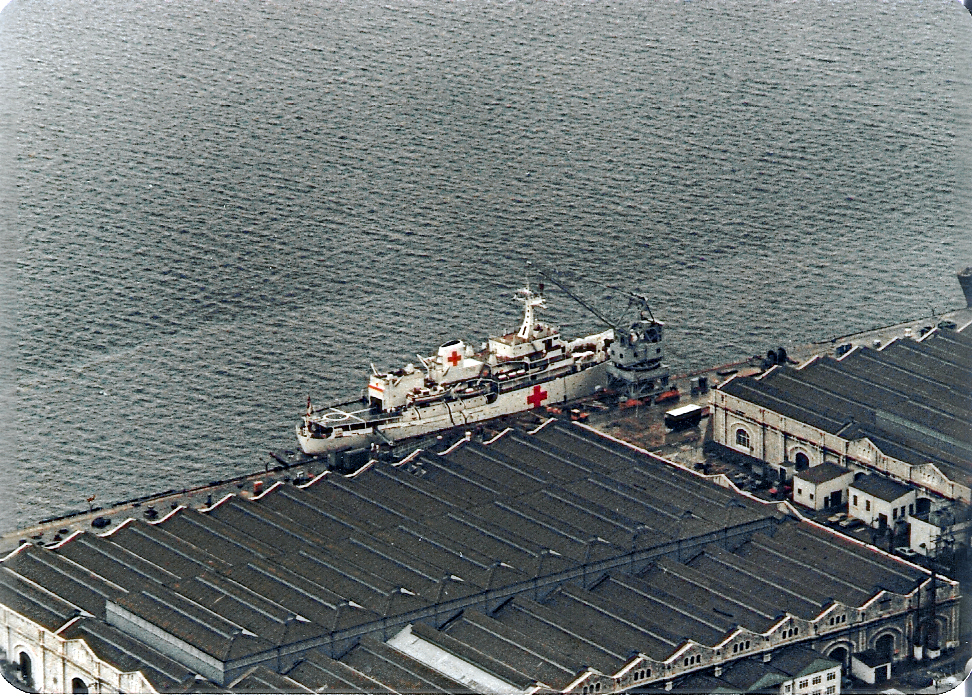
'HMS Hecla' en la Base Naval de Gibraltar, durante la conversión a un buque hospital para el servicio durante la Guerra de las Malvinas (1982). En esa guerra Gibraltar fue objeto de un intento de sabotaje argentino.

Por el otro lado, España se ha opuesto siempre a cuantas modificaciones ha ido introduciendo el gobierno británico en el estatus político de los gibraltareños, porque tales modificaciones suponían la dotación de unos instrumentos cada vez más representativos que menoscababan el carácter estrictamente colonial de Gibraltar. Por todo ello, ante la celebración de un referéndum en 1967, dando la oportunidad a los gibraltareños para elegir entre la soberanía española o continuar unidos a Gran Bretaña (opción que ganó por un abrumador 12.138 a 44 votos), y la consiguiente promulgación de la Constitución de Gibraltar el 30 de mayo de 1969 (que garantizaba un pleno autogobierno en cuestiones internas, al tiempo que establece en su preámbulo que El Gobierno de Su Majestad nunca entrará en tratos consecuencia de los cuales el pueblo de Gibraltar pudiera pasar a estar bajo la soberanía de otro estado en contra de sus deseos expresados libre y democráticamente), el gobierno franquista tomó la decisión de cerrar la verja ese mismo año, lo que impidió la comunicación directa entre las poblaciones a uno y otro lado de la frontera. El gobierno español sostuvo que tal decisión era conforme a derecho internacional ya que el tratado de Utrecht establece que "la dicha propiedad se ceda a la Gran Bretaña sin jurisdicción alguna territorial y sin comunicación alguna abierta con el país circunvecino por parte de tierra". Durante el primer gobierno de Felipe González, se reanudó el paso de viajeros y mercancías por la verja el 5 de febrero de 1985, después de que la CEE impusiera la apertura de la verja como requisito indispensable para admitir a España. El Tratado de Roma establece que los territorios europeos tiene que permitir el libre movimiento de personas.

## SigloXXI

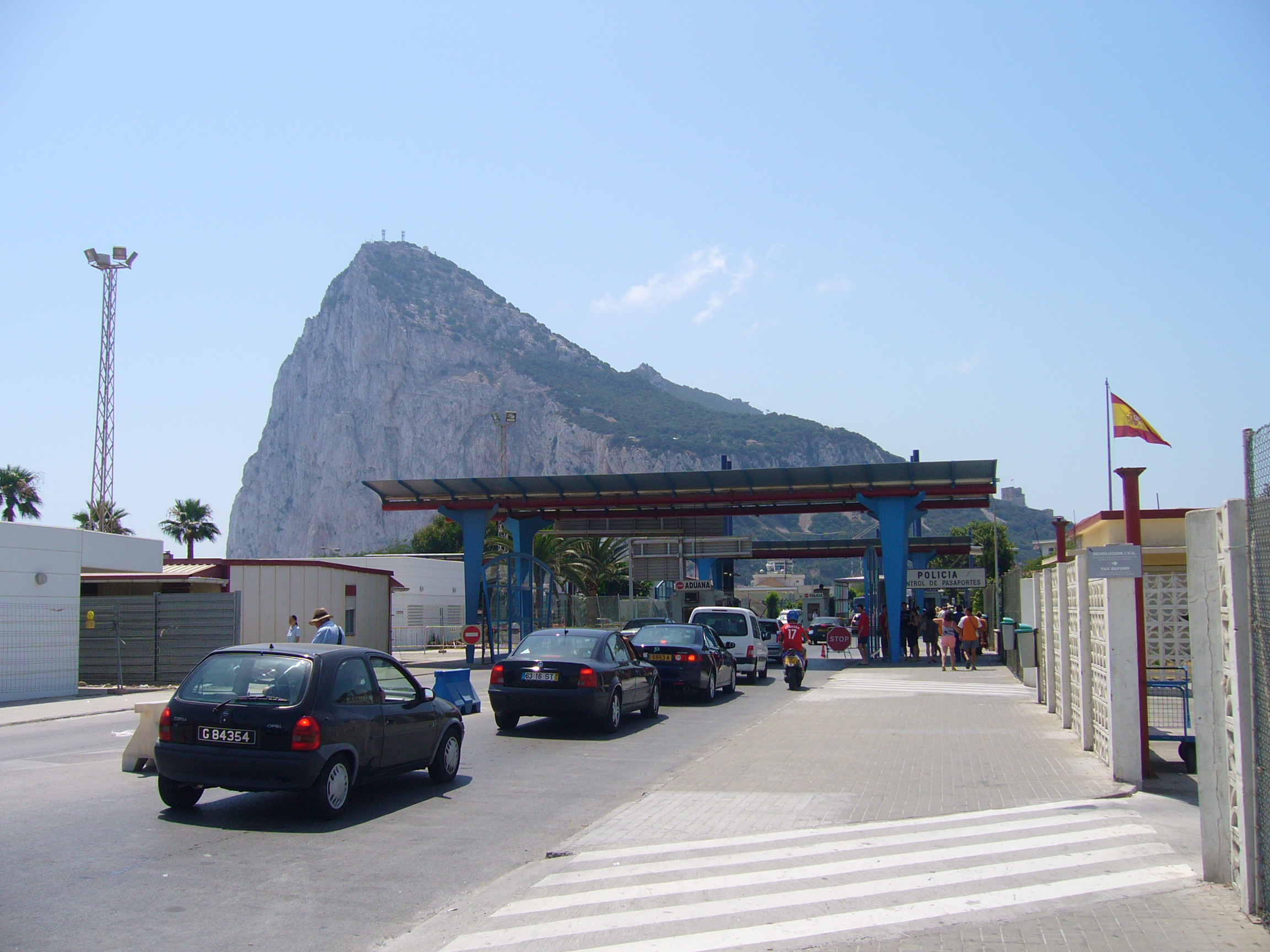
La "verja" anglo-hispana en 2006.

En la actualidad, el Gobierno español sigue reclamando la soberanía del Peñón, aunque esta siempre ha sido rechazada por el Gobierno británico. Los habitantes de Gibraltar han defendido "su derecho de autodeterminación", y en referéndums han apoyado claramente la opción de no reintegrarse a España. En el último referéndum, celebrado en 2002, se rechazó por un margen de un 87,92% la cosoberanía hispano-británica.
El Gobierno español mantiene diversas restricciones en Gibraltar, en defensa de lo que consideran sus derechos legítimos (por ejemplo, dado que el istmo nunca fue cedido por España, ni mediante el Tratado de Utrecht ni por otro acto o tratado, no reconoce el carácter de frontera internacional del límite actual marcado por la verja, en pleno istmo, a unos 800 metros al norte de la línea de control pactada en 1713, situada justo a los pies del Peñón).
En 2016, la inmensa mayoría de la población gibraltareña (95%) votó a favor de la permanencia en la Unión Europea en el referéndum celebrado aquel año, pero en el Reino Unido ganó la salida, lo que provocó que Gibraltar dejara dicha organización dos años después.